# Курфюрство Бавария
Курфюрство Бавария (на немски: Kurfürstentum Bayern) e територия на Свещената римска империя, образувана от Херцогство Бавария и просъществува от 1623 до 1806 г. Столица е Мюнхен с управляваща династия Вителсбахи.

## 17 век
През 1620 г. войските на Католическата лига с командир баварския генерал граф Тили побеждават в битката на Бела планина при Прага простестантите. За благодарност херцог Максимилиан I от Бавария получава 1623 г. титлата курфюрст и така Херцогство Бавария става Курфюрство Бавария. След отхвърлянето на Фридрих V от империята, Максимилиан I получава и Горен Пфалц. 
До 1630 г. Бавария остава извън зоната на бойните действия на започналата през 1618 г. Тридесетгодишна война. С влизането на Швеция във войната, водена от краля си Густав II Адолф, това се променя. На 14 април Максимилиан I и Тили са разгромени близо до Рейн. Шведската войска превзема последователно Нюрнберг, Донаувьорт и Аугсбург преди да достигне Мюнхен. Шведският крал е придружаван от Фридрих V. След битката при Лютцен, в която шведският крал загива, Мюнхен е окупиран отново през 1633 г. В следващите пет години Бавария си отдъхва от бойни действия, но през пролетта на 1648 г. шведите и французите отново настъпват до Фрайзинг. 
По силата на Вестфалския мир от 1648 г., който слага край на Тридесетгодишната война, курфюрстката владетелска титла на Максимилиан и спечелените територии на Бавария са потвърдени. Въпреки това Бавария е едно от най-пострадалите херцогства и курфюрства. 
През 1670 г. курфюрст Фердинанд Мария подписва договор, с който Бавария декларира неутралност спрямо Франция и хабсбургската династия. Кралят Слънце осигурява финансирането на 6000 пешаци и 3000 конници, с които да бъде гарантирано, че хабсбургски войски няма да минат през Бавария. 
На 26 януари 1683 г. Максимилиан II Емануел подписва договор с Леополд I за отбранителен съюз срещу турците и баварски войски участват в защитата на Виена през юли същата година. Това го отдалечава от французите, а след като оплячкосването на Пфалц от страна на Франция баварски войски под командването на курфюрста участват в битките срещу французите в Стенкерк, Нервинден и Намюр. 
През 1701 г. Бавария влиза в Испанската наследствена война. След загубената битка при Хьохщет на 13 август 1704 г. Максимилиан II е прогонен от Бавария в Нидерландия. През есента на 1705 г. натискът от австрийската окупация води до бунт, тръгнал от Горен Пфалц. Селяните превземат градове като Бургхаузен, Браунау и Шердинг. В нощта на Коледа около 3000 бунтовници стигат Мюнхен, но градът е защитен и хиляда от тях биват убити. Това клане трайно бележи баварската омраза към Австрия. По силата на Рашатския мирен договор Бавария е върната на Максимилиан II Емануел. 
Започналият при Максимилиан I процес на превръщане на Бавария в абсолютна монархия продължава при Фердинанд Мария и е завършен от Максимилиан II Емануел. 

## 18 век
През 1736 г. курфюрстът на Бавария Карл Албрехт участва с войска от 8000 души на страната на Карл VI срещу турците. 
В началото на управлението си, Карл Албрехт, за разлика от баща си, Максимилиан II Емануел, води икономична финансова политика. Бавария се сдобива с постоянна армия от 30 000 души. 
С договора от Нимфенбург от 28 май 1741 г. Бавария влиза във Войната за австрийското наследство в съюз с Франция, Испания, Савоя и Прусия. Бавария превзема Прага на 26 ноември 1741 г. и на 12 февруари 1742 г. Карл Алберт е коронясан за император на Свещената Римска империя под името Карл VII. Два дни след императорската му коронация войските на Мария Терезия нахлуват в Мюнхен. Император Карл VII трябва да се откаже от земите на Хабсбургите и губи и Бавария. Живее в изгнание във Франкфурт до завръщането си в Бавария на 23 ноември 1744 г. Карл VII умира на 20 януари 1745 г. и Бавария излиза от войната. 
Бавария се намира в по-лошо състояние в края на Войната за австрийското наследство отколкото след Тридесетгодишната война. Натрупаният дълг е 32 млн. гулдена. Максимилиан III Йозеф се отказва от намеренията на предците си да издигне Бавария до велика сила и запазва неутралитет по време на Седемгодишната война. През 1751 г. е обнародван Максимилиановият наказателен кодекс (Codex Maximilianeus Juris Criminalis), който кодифицира наказанията, поставя бариера пред произвола и който в духа на Просвещението въвежда правосъдие на принципа на равенството. Премахнати са и някои практики като обезглавяването и разчленяването на телата на изтезаваните, но са въведени много строги наказания като обесване за крадците и изтезания и клада за извършване на светотатства, богохулства и магьосничества. Същевременно за първи път в историята на Бавария е въведен данък върху богатствата на абатствата и се поставят основите на държавния контрол над църквата. 
През 1759 г. е създадена Баварската академия на науките в Мюнхен, а през 1771 г. се провежда училищна реформа, въвеждаща задължителното посещаване на училище. 
Поради липсата на пряк наследник на короната, след смъртта на Максимилиан III Йозеф, курфюрст на Бавария става главата на пфалцкия клон на Вителсбахите, Карл Теодор. Така пет века след разделянето на Бавария и Пфалц, двете територии са обединени. 
Курфюрството започва да се нарича Двойно-Курфюрство Пфалцбавария (Doppel-Kurfürstentum Pfalzbaiern).
При Карл Теодор са премахнати изтезанията. На 3 януари 1778 г. е подписано споразумение, според което районът около Щраубинг е даден на австрийската монархия. По-късно Бавария отстъпва на Австрия и Инфиртел – северозападната четвърт на Горна Австрия, включваща Браунау и Шердинг. Инфиртел е с територия от 6000 km² и население от 80 000 жители. 
През 1784 г. курфюрстът забранява тайните общества, целейки забраната на Ордена на илюминатите. След 1789 г. започва реорганизация на армията едновременно в Бавария и Пфалц, която допринася за сближаването им. Въведено е и отглеждането на картофи – продукт, превърнал се в основната храна на народа. Бавария избира да не участва във войната между австро-пруската коалиция и революционна Франция през 1795 г. 

## 19 век
След смъртта на Карл Теодор, който не оставя наследници, курфюрст на Бавария става Максимилиан IV Йозеф фон Цвайбрюкен-Биркенфалц. Бавария влиза във Втората антифренска коалиция с нежелание и по принуда. 
Максимилиан фон Монжела работи 18 години като министър на външните дела. Работата му води до присъединяването към Бавария на църковните княжества Вюрцбург, Бамберг, Аугсбург, Фрайзинг, Айхщет и части от Пасау, както и 13 абатства на империята (Ебрах, Кемптен, Отобойрен и др.) и 15 имперски града (Улм, Ньордлинген, Динклесбюл, Ротенбург, Швайнфурт и др.). В замяна Бавария губи Цвайбрюкен-Биркенфелд, Пфалц, Манхайм и Хайделберг. Равносметката е площ с 5000 km² нарастване на населението с 200 000 души. Между 1801 и 1803 г. са затворени 74 манастира, което води до смяна на собствениците на над половината от аграрната собственост. Монжела работи за утвърждаването на върховенството на държавата над църквата по примера на френските революционери. След като през 1801 г. в Мюнхен за първи път протестант получава гражданство, през 1803 г. Райхстагът позволява навлизането на протестантско население под баварски суверенитет. 
На 24 август 1805 г. Бавария се присъединява към Франция във Войната на Третата коалиция. По силата на Пресбургския мирен договор от 26 декември 1805 г. Бавария получава територии с площ 28 000 km² и 600 000 жители – Тирол и Форалберг (от Австрия), Аугсбург, Нюрнберг, църковните княжества Айхщет и Пасау, Ансбах (от Прусия). Бавария отстъпва единствено Вюрцбург. 
На 18 януари 1806 г. Наполеон издига Бавария на Кралство Бавария, а Максимилиан IV Йозеф става Максимилиан I Йозеф.

## Курфюрсти на Бавария
- 1623 – 1651, Максимилиан I
- 1651 – 1679, Фердинанд Мария
- 1679 – 1726, Максимилиан II Емануел
- 1726 – 1745, Карл I Албрехт
- 1745 – 1777, Максимилиан III Йозеф
- 1777 – 1799, Карл II Теодор
- 1799 – 1805, Максимилиан IV Йозеф, 1806 г. става първият баварски крал с името Максимилиан I Йозеф